# Física molecular
Física molecular é a área da física que explica a estrutura molecular, as ligações químicas e as propriedades físicas que as moléculas apresentam.
A física molecular estuda a área de espalhamento de elétrons por moléculas lineares, alguns tipos de moléculas não lineares e também alguns tipos de átomos.
Ela tem com objetivo básico o estudo das leis fundamentais da física que regem o comportamento da matéria no nível molecular e suas interações com agentes externos, como os efeitos de solventes e o campo eletromagnético.
Uma molécula é a menor constituinte de uma substância que retém as propriedades químicas.
A complexidade que há na união entre moléculas, ou mesmo os átomos, trazem discussões como exemplo o átomo de hidrogênio, no qual dois se unem, porém três átomos de hidrogênio não originam qualquer ligação.

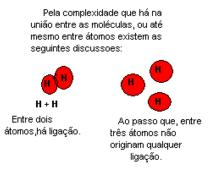

Diante a tais questionamentos é que a física molecular vem trabalhando e acaba se dividindo em duas partes: a teórica e a experimental
Na parte teórica, o objetivo principal é o estudo do cálculo na seção de choque na colisão entre elétrons e moléculas por impacto eletrônico e a probabilidade destes choques ocorrerem ou não.
São utilizados :
- para o cálculo da seção de choque no espalhamento elástico, o método variacional de Schwinger interativo (MVSI) completado ou não com a primeira aproximação de Bohr;
- para o cálculo da seção de choque no espalhamento inelástico, o método das ondas distorcidas (MOD), completado ou não com a primeira aproximação de Bohr;
- para o cálculo da seção de choque no espalhamento tanto elático quanto inelástico, o método das frações continuadas (MFC).

Na parte experimental dispõe-se de uma máquina calibrada para medir a fragmentação ou ionização de moléculas alvo por impacto eletrônico.